# Морозов Валентин Георгійович
Морозов Валентин Георгійович (* 24 лютого 1909, Іркутськ — 1 листопада 1986) — радянський і російський сценарист, драматург і прозаїк.

## З життєпису
Закінчив сценарний факультет Всесоюзного державного інституту кінематографії (1944).
Автор роману, низки оповідань, п'єс і сценаріїв (зокрема до українського кінофільму «Море кличе» (1955, у співавт. з Н. Морозовою).
Член Спілки письменників РРФСР.

## Фільмографія
Сценарист:
- 1942 — «Біла троянда» (новела з кіноальманаху «Батири степів»)
- 1953 — «Політ на Місяць» (мультфільм, у співавт.)
- 1955 — «Хитрість старого Ашира»
- 1955 — «Море кличе» (у співавт.)
- 1962 — «Юлькін день» (новела з кіноальманаху «Маленькі мрійники», у співавт.)